# Wilhelm Spies (Jurist, 1907)
Wilhelm Spies (* 27. August 1907; † 31. Januar 1994) war ein deutscher Jurist und NS-Kriegsrichter. Nach 1945 war er bis zur Pensionierung 1972 Landgerichtsdirektor in Braunschweig.

## Leben

### Karriere im NS-Staat
Spies war Landgerichtsrat in Braunschweig, bevor er 1934 in die Heeresjustiz wechselte. Er wurde 1936 Kriegsgerichtsrat und 1944 Oberkriegsgerichtsrat (Oberfeldrichter). Gegen Kriegsende war er in Nord-Norwegen stationiert. Dort unternahmen am 9. Mai 1945, also einen Tag nach der deutschen Kapitulation, 60 deutsche Soldaten einen Fluchtversuch in das 17 Kilometer entfernte Schweden. Dieser gelang den meisten Soldaten, die elf zurückbleibenden wurden von anderen deutschen Truppeneinheiten festgenommen und vor ein Kriegsgericht unter Spies’ Leitung gestellt. Neben Freisprüchen und langjährigen Zuchthausstrafen verhängte Spies für vier Angeklagte wegen Fahnenflucht und „militärischen Aufruhrs“ die Todesstrafe. Das Urteil wurde vom Kommandeur der 6. Gebirgs-Division, Oberst Josef Remold, fernmündlich gutgeheißen. Nach der fernmündlichen Bestätigung durch den in Narvik stationierten Oberbefehlshaber General der Gebirgstruppe Ferdinand Jodl am 10. Mai, der einen Gnadenerweis ablehnte, wurden die vier Verurteilten noch am selben Tag erschossen. Weitere Todesurteile, in Abwesenheit, verhängte Spies zehn Tage nach Kriegsende gegen neun der Geflüchteten.

### Nach dem Zweiten Weltkrieg
Nach 1945 war er Landgerichtsrat in Braunschweig und seit 1965 Landgerichtsdirektor. Er wurde 1972 pensioniert. Gegen Spies und Remold wurde 1972 ein strafrechtliches Ermittlungsverfahren bei der Staatsanwaltschaft München eingeleitet.
Er starb am 31. Januar 1994.